# ساق مخية
الساق المخية أو أربطة حول مريئية (بالإنجليزية: crus cerebri)‏ وهي الجزء الأماميّ من السويقة المخية التي تحتوي على السبل الحركية، جمعها السيقان المخية.
في بعض النصوص القديمة كان يشار إليها بالسويقة المخية ولكنها حاليًا في الغالب ما تكون مقتصرة على الجزء الأمامي من المادة البيضاء لها.

## الأهمية الإكلينيكية
توجد حالة طبية تعرف بظاهرة ثلمة كِرنوهان. عند حدوث إصابة دماغية شديدة مثل النزف تحت الجافية أو وجود ورم دماغي متقدم في أحد أنصاف المخ، قد يؤدي ذلك إلى انضغاط السويقة المخية الموجودة في النصف الآخر ضد خيمة المخيخ مما يؤدي لخلق ثنية في السويقة المخية وبالتالي حدوث تفرُّض أو انبعاج في الساق المخية. هذا التفرُّض الذي يحدث في الساق المخية الموجودة في النصف الآخر للمخ الغير مصاب يؤثر على سلامة السبل القشرية النخاعية المارة خلالها فيحدث قصور حركي مع اضطراب في الوعي. 
وجود شلل نصفي في نفس الجانب من الجسم (مثلاً: الإصابة حدثت في نصف الكرة المخي الأيمن والشلل في الجانب الأيمن من الجسم) مع إنه من المفترض حدوث العكس، يعرف بظاهرة ثلمة كِرنوهان أو false localising sign.

## صور إضافية

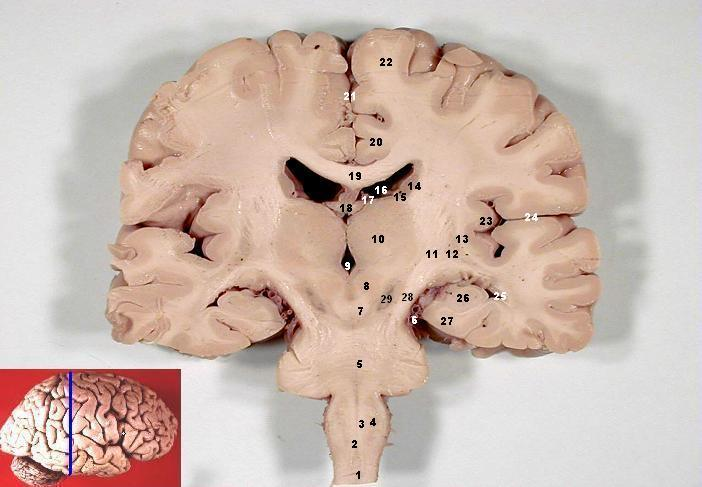
مقطع تاجي في المخ

## وصلات خارجية
- أطلس تشريح جامعة ميشيغان n2a2p1
- أطلس تشريح جامعة ميشيغان n1a5p3
- NIF Search - Cerebral Crus via the Neuroscience Information Framework